# Incidente di Maury Island
L'incidente di Maury Island è un presunto avvistamento di UFO avvenuto in USA, tre giorni prima del più famoso avvistamento da parte di Kenneth Arnold. L'avvistamento venne riferito da Harold Dahl che poi ammise che non c'era stato alcun avvistamento; nonostante ciò, alcuni ufologi propongono teorie alternative ritenendo veritiero l'avvistamento e che Dahl fu costretto a ritrattare.

## Storia
Il 21 giugno 1947, nel primo pomeriggio, il marinaio Harold Dahl si trovava in navigazione nei pressi di Maury Island; a bordo del battello erano presenti un altro marinaio, il figlio di Dahl e un cane. Secondo quanto riportato poi da Harold Dahl, a un certo punto sei oggetti volanti non identificati di forma circolare dal diametro di una trentina di metri, di forma simile a una ciambella con un foro al centro, sorvolarono il battello senza rumore; uno di questi sembrava in difficoltà e si abbassò di quota finché, secondo la testimonianza di Dahl, la formazione si trovò a circa 200 metri di altezza. L'UFO in difficoltà avrebbe allora perso pezzi di metallo incandescente che cadendo uccisero un gabbiano, il cane di Dahl e ferirono suo figlio a un braccio. Successivamente, gli UFO avrebbero accelerato la velocità e sarebbero spariti all'orizzonte, verso ovest. Dahl scattò alcune foto degli UFO.
Harold Dahl disse che il giorno successivo ricevette la visita di un personaggio misterioso che lo invitò a colazione in un locale vicino; il misterioso visitatore era un uomo alto e robusto, indossava un completo nero e guidava una Buick del 1947; Dahl pensò che si trattasse di un agente del governo o dell'esercito; mentre mangiavano, egli raccontò a Dahl alcuni dettagli dell'avvistamento e lo invitò a tacere, affermando che se avesse parlato la sua famiglia sarebbe stata messa in pericolo. Dahl raccontò l'accaduto al suo socio Fred Crisman, che lo invitò a ignorare la minaccia.
Crisman raccontò i fatti a un suo conoscente, Ray Palmer, editore di una rivista di fantascienza, che contattò Kenneth Arnold invitandolo a indagare. Arnold incontrò Crisman e Dahl; quest'ultimo, presentandosi come ufficiale della Guardia Costiera, gli raccontò l'accaduto e gli consegnò i detriti metallici che aveva raccolto ma non le fotografie, che a suo dire erano velate e inutilizzabili e successivamente erano state smarrite da Crisman. Arnold contattò un ufficiale dell'Army Air Force, il tenente Brown, che insieme al capitano Davidson si recò a incontrarlo, ascoltando a sua volta il racconto e prendendo in consegna il materiale caduto dall'UFO. Sulla via del ritorno, l'aereo che trasportava Brown e Davidson precipitò e i due ufficiali rimasero uccisi. Per alcuni ufologi, il governo americano aveva manovrato per fare tacere Dahl ed eliminare le prove.

## Indagini
Sul caso venne condotta un'indagine da parte dell'USAF e dell'FBI. In base ai risultati delle indagini, il capitano Edward J. Ruppelt rivelò nuovi elementi che consentirono di fare luce sul caso. Anzitutto venne fuori che Dahl non era un ufficiale della Guardia Costiera come aveva detto ad Arnold, ma solo il proprietario di un barcone per il trasporto del legname; inoltre i detriti metallici che aveva consegnato erano semplice lamiera aeronautica, che Brown e Davidson avevano riconosciuto, senza tuttavia dire niente ad Arnold per non metterlo in imbarazzo.
Venne poi accertato che l'aereo che trasportava i due ufficiali non era caduto per sabotaggio ma per cause accidentali. Alla fine Dahl ammise che la storia era un'invenzione e che non c'era stato alcun avvistamento né alcuna visita di personaggi misteriosi vestiti di nero. Nonostante ciò, alcuni ufologi continuano a ritenere che l'avvistamento è stato veritiero e che Dahl ha ritrattato per paura.